# Persone di nome Ilaria
| Questa pagina contiene informazioni ricavate automaticamente dalle voci biografiche con l'ausilio del template Bio e di un bot. L'aggiornamento è periodico e automatico e ricostruisce completamente la pagina. Se manca una persona in questa lista, sei pregato di non aggiungerla, ma accertati piuttosto che la sua voce biografica contenga il template Bio e che i dati anagrafici siano correttamente compilati. Se il template Bio manca, inseriscilo tu stesso o, in alternativa, metti l'avviso {{tmp\|Bio}} che ne segnala la mancanza. Se i dati riportati sono sbagliati, correggi direttamente la voce biografica; le modifiche saranno visibili in questa lista entro pochi giorni. Per chiarimenti vedi il progetto antroponimi. La lista contiene solo le 63 persone che sono citate nell'enciclopedia e per le quali è stato implementato correttamente il template Bio. Pagina aggiornata al 22 giu 2025. |

Questa è una lista di persone presenti nell'enciclopedia che hanno il nome Ilaria, suddivise per attività principale.

## Allenatrici di calcio(1)
- Ilaria Leoni, allenatrice di calcio e ex calciatrice italiana (Bagno a Ripoli, n. 1989)

## Annunciatrici televisive(1)
- Ilaria Moscato, annunciatrice televisiva e conduttrice televisiva italiana (Roma, n. 1961)

## Attiviste(2)
- Ilaria Cucchi, attivista e politica italiana (Roma, n. 1974)
- Ilaria Salis, attivista e politica italiana (Milano, n. 1984)

## Attrici(3)
- Ilaria D'Elia, attrice italiana (Padova, n. 1975)
- Ilaria Occhini, attrice italiana (Firenze, n. 1934 - Roma, † 2019)
- Ilaria Spada, attrice, conduttrice televisiva e ballerina italiana (Latina, n. 1981)

## Bibliste(1)
- Ilaria Ramelli, biblista e storica delle religioni italiana (Piacenza, n. 1973)

## Calciatrici(8)
- Ilaria Alunno, ex calciatrice italiana (n. 1996)
- Ilaria Borghesi, calciatrice italiana (n. 1995)
- Ilaria Capitanelli, calciatrice italiana (Bari, n. 2002)
- Ilaria Lazzari, calciatrice italiana (Milano, n. 1990)
- Ilaria Mauro, ex calciatrice italiana (Gemona del Friuli, n. 1988)
- Ilaria Rigon, calciatrice italiana (Vicenza, n. 1995)
- Ilaria Toniolo, calciatrice italiana (Camposampiero, n. 1997)
- Ilaria Trotta, calciatrice e ex giocatrice di calcio a 5 italiana (Bari, n. 1987)

## Cantautrici(3)
- Ilaria Graziano, cantautrice e musicista italiana (Napoli)
- Pilar, cantautrice italiana (Roma, n. 1977)
- Ilaria Porceddu, cantautrice italiana (Cagliari, n. 1987)

## Cestiste(3)
- Ilaria Milazzo, cestista italiana (Canicattì, n. 1994)
- Ilaria Panzera, cestista italiana (Milano, n. 2002)
- Ilaria Zanoni, ex cestista italiana (Milano, n. 1986)

## Cicliste su strada(1)
- Ilaria Sanguineti, ciclista su strada e pistard italiana (Sanremo, n. 1994)

## Conduttrici televisive(1)
- Ilaria D'Amico, conduttrice televisiva, giornalista e attivista italiana (Roma, n. 1973)

## Dirigenti d'azienda(2)
- Ilaria Borletti Buitoni, dirigente d'azienda e politica italiana (Milano, n. 1955)
- Ilaria Dallatana, dirigente d'azienda e imprenditrice italiana (Parma, n. 1966)

## Doppiatrici(2)
- Ilaria Latini, doppiatrice e direttrice del doppiaggio italiana (Roma, n. 1972)
- Ilaria Stagni, doppiatrice, direttrice del doppiaggio e dialoghista italiana (Milano, n. 1967)

## Fondiste(1)
- Ilaria Debertolis, fondista italiana (San Candido, n. 1989)

## Ginnaste(3)
- Ilaria Bombelli, ginnasta italiana (Roma, n. 1993)
- Ilaria Colombo, ex ginnasta italiana (Desio, n. 1986)
- Ilaria Käslin, ginnasta svizzera (Sagno, n. 1997)

## Giornaliste(2)
- Ilaria Alpi, giornalista e fotoreporter italiana (Roma, n. 1961 - Mogadiscio, † 1994)
- Ilaria Cavo, giornalista e politica italiana (Genova, n. 1973)

## Montatrici(1)
- Ilaria Fraioli, montatrice italiana (Roma, n. 1965)

## Nobili(1)
- Ilaria del Carretto, nobile italiana (Zuccarello, n. 1379 - Lucca, † 1405)

## Nuotatrici(6)
- Ilaria Bianchi, nuotatrice italiana (Castel San Pietro Terme, n. 1990)
- Ilaria Cusinato, nuotatrice italiana (Cittadella, n. 1999)
- Ilaria Raimondi, nuotatrice italiana (Anagni, n. 1994)
- Ilaria Scarcella, ex nuotatrice italiana (Genova, n. 1993)
- Ilaria Sciorelli, ex nuotatrice italiana (Torino, n. 1974)
- Ilaria Tocchini, ex nuotatrice italiana (Livorno, n. 1967)

## Pallanuotiste(1)
- Ilaria Savioli, ex pallanuotista italiana (Piove di Sacco, n. 1990)

## Pallavoliste(5)
- Ilaria Battistoni, pallavolista italiana (Fano, n. 1996)
- Ilaria Galbusera, pallavolista italiana (Bergamo, n. 1991)
- Ilaria Garzaro, pallavolista italiana (Noventa Vicentina, n. 1986)
- Ilaria Maruotti, pallavolista italiana (Roma, n. 1994)
- Ilaria Spirito, pallavolista italiana (Albisola Superiore, n. 1994)

## Politiche(3)
- Ilaria Bugetti, politica italiana (Prato, n. 1973)
- Ilaria Caprioglio, politica, ex modella e saggista italiana (Varazze, n. 1969)
- Ilaria Fontana, politica italiana (Alatri, n. 1984)

## Rugbiste a 15(1)
- Ilaria Arrighetti, rugbista a 15 italiana (Cernusco sul Naviglio, n. 1993)

## Schermitrici(1)
- Ilaria Salvatori, ex schermitrice italiana (Frascati, n. 1979)

## Sciatrici alpine(1)
- Ilaria Ghisalberti, sciatrice alpina italiana (n. 2000)

## Scrittrici(2)
- Ilaria Bernardini, scrittrice e autrice televisiva italiana (Milano, n. 1977)
- Ilaria Tuti, scrittrice italiana (Gemona del Friuli, n. 1976)

## Showgirl(1)
- Ilaria Galassi, showgirl italiana (Avezzano, n. 1976)

## Stiliste(1)
- Ilaria Venturini Fendi, stilista e imprenditrice italiana (Roma, n. 1966)

## Storiche dell'arte(1)
- Ilaria Toesca, storica dell'arte e funzionaria italiana (Roma, n. 1928 - Roma, † 2014)

## Triatlete(1)
- Ilaria Titone, triatleta italiana (Torino, n. 1993)

## Virologhe(1)
- Ilaria Capua, virologa, divulgatrice scientifica e politica italiana (Roma, n. 1966)

## Senza attività specificata(2)
- Ilaria Bianco, maestra di scherma e ex schermitrice italiana (Pisa, n. 1980)
- Ilaria Sommavilla, sciatrice d'erba italiana (Belluno, n. 1987)